# L'Art vivant
L'Art vivant est une revue artistique publiée bimensuellement à partir de 1925. La parution est mensuelle de 1931 à 1934 et irrégulière de 1935 à 1939, éditée par Les Nouvelles littéraires et associée aux éditions Larousse.

## Historique
Le premier numéro est publié le 1er janvier 1925. Les titres et sous-titres alors indiqués sont Revue bimensuelle des amateurs et des artistes. L'art vivant. Arts décoratifs et appliqués. Peinture. Le livre. Sculpture. Les arts de la femme. Les directeurs fondateurs sont Jacques Guenne (qui dirige la revue jusqu'à sa disparition en 1939) et Maurice Martin du Gard. Le rédacteur en chef est Florent Fels jusqu'en septembre 1930.
La revue a accueilli, notamment, dans ses colonnes Georges Charensol et Georges Rivière. Elle disparaît en juillet 1939 après 234 numéros.